# Valentino, puedes ser tu propio héroe o villano
Valentino, puedes ser tu propio héroe o villano es una película de comedia mexicana de 2022 dirigida por Alfonso Pineda Ulloa y Alejandro Ricaño y escrita por Alfonso Pineda Ulloa, Juan Ávila, Camila Soto y Tania Tinajero. Está protagonizada por David Chocarro y Dulce María. 

## Sinopsis
Gonzalo es un actor de telenovelas cuya vida se complica cuando sus demonios convertidos en un alter ego llamado Valentino hacen acto de presencia. En la boda de un famoso productor, Valentino aparece para conseguir el papel de su carrera.

## Elenco
Los actores que participan en esta película son:
- David Chocarro como Valentino / Gonzalo Ferrat
- Dulce María como Carmen
- Mauricio Argüelles como Charly Ventura
- Artús Chávez como Juan David
- Adriana Montes de Oca como Ana
- Adriana Llabres como Nini Noticias
- Daniel Haddad como Roger
- Tato Alexander como juez
- Ari Albarrán como Rosita
- Alexia Alexander como Alfonsina
- Irina Baeva como Sarah Marure
- Sofía Campomanes como Iise
- Ryan Carnes como Steve
- Ximena Córdoba como Marta
- Arturo de La Rosa como paciente
- Adriana Fonseca como Marcia
- Julián Gil como Fernando
- Elizabeth Guindi como tía Chayo
- Martha Claudia Moreno como tía Fernanda
- Regina Orozco como Luisa Acosta
- Natalia Payán como enfermera
- Claudia Ramírez como Elena
- José Sefami como Ernesto Acosta
- Horacio Trujillo como sacerdote
- Minnie West como verdugo de Marisol